# セドリック・バカンブ
セドリック・バカンブ（Cédric Bakambu, 1991年4月11日 - ）は、フランス・ヴィトリー＝シュル＝セーヌ出身のサッカー選手。ラ・リーガ・レアル・ベティス所属。コンゴ民主共和国代表。ポジションはフォワード。

## 経歴
2006年にFCソショーの下部組織に入団する。2010年4月7日、ACアルル＝アヴィニョン戦でプロデビューを果たした。
2014年9月1日、スュペル・リグのブルサスポルに移籍した。2014-15シーズンは公式戦35試合に出場し21得点を挙げた。
2015年8月19日、リーガ・エスパニョーラのビジャレアルCFに移籍した。
2018年1月17日、中国超級・北京国安に移籍するために、ビジャレアルとの契約を解除した。その後、1ヶ月近く移籍について公式発表は無かったが、2018年3月1日に北京国安がバカンブの加入を発表した。バカンブの契約解除金は3530万ポンドであるが、CFAの規定により北京国安は移籍金の同額を中国サッカー発展ファンドに支払う必要があり、総額約6500万ポンドを北京国安は支払うこととなった。この移籍金は、2016年12月に上海上港がチェルシーからオスカルを獲得する際の移籍金5400万ポンドを上回り、中国史上最高額となり、同時に2018年1月にアーセナルがドルトムントからオーバメヤンを獲得する際の移籍金5600万ポンドを上回り、アフリカ人史上最高額となった。
2022年1月13日、オリンピック・マルセイユと2024年6月30日までの契約を結んだ。
2022年9月15日、オリンピアコスFCへの完全移籍が発表された。
2023年6月29日、UAEプロリーグのアル・ナスルSCに2年契約で加入したが、プレーすることなく、翌月23日にスュペル・リグのガラタサライSKへ移籍した。2年契約で、移籍金は約1億1000万円とみられている。
2024年2月1日、レアル・ベティスへの移籍が発表された。

## 代表歴
フランス代表のアンダー世代として2010年自国開催のUEFA U-19欧州選手権では優勝した。また2011 FIFA U-20ワールドカップメンバーにも選ばれた。2015年3月、A代表においてはコンゴ民主共和国代表でプレーすることを表明した。2016年3月26日にはアフリカネイションズカップ2017予選で代表初ゴールを記録した。

## タイトル

### クラブ
北京国安
- 中国FAカップ: 2018

### 代表
U-19フランス代表
- UEFA U-19欧州選手権: 2010